# Chelydra rossignonii
Chelydra rossignonii là một loài rùa trong họ Chelydridae. Loài này được Bocourt mô tả khoa học đầu tiên năm 1868.